# Мыс Столбовой (полярная станция)
Мыс Столбово́й — бывшая советская всесезонная полярная станция и укреплённый пункт на входе в пролив Маточкин Шар, в Архангельской области в 1110 км северо-восточнее Архангельска на острове Новая Земля.

## История
Изначально на этом месте было поселение, которое использовалось поморскими рыбаками и исследователями Севера и существовало только в летний период. Место бывшего поселения расположено на острове Южный Новой Земли. Находится у мыса Столбовой в северо-западной части острова у входа из Баренцева моря в пролив Маточкин Шар.
В 1934 году здание полярной станции было построено на южном берегу залива Бакан, но выбранное место оказалось неудачным для метеорологических наблюдений. В 1935 году станция была перенесена на 3 км дальше к мысу Столбовой. Станция была создана как филиал и наблюдательный пункт полярной станции Маточкин Шар (одновременно с другой станцией, Мыс Выходной — у восточного входа), чтобы предоставить более точные данные для навигации в проливе.
Во время Великой Отечественной войны рядом с полярной станцией была установлена артиллерийская батарея береговой охраны из четырёх орудий, которая должна была охранять вход в пролив Маточкин Шар, а также маяк. Через некоторое время состав укреплённого пункта отравился антифризом и личный состав был сформирован заново из экипажа гидрографического судна «Шторм».
После закрытия полярной станции Маточкин Шар Мыс Столбовой некоторое время работал как отдельная станция. Станция была закрыта в 1957 году, после строительства ядерного полигона на острове.